# Кубинска амазона
Кубинската амазона (Amazona leucocephala) е вид птица от семейство Папагалови (Psittacidae). Видът е почти застрашен от изчезване.

## Разпространение и местообитание
Разпространен е в Бахамските острови, Кайманови острови и Куба.